# Шелапутинский переулок
Шелапу́тинский переу́лок — улица в центре Москвы в Таганском районе между Николоямским переулком и Николоямской улицей.

## Происхождение названия
Назван в XIX веке по домовладельцу 1800-х годов купцу И. А. Шелапутину. Более ранние названия: Чернявский переулок по домовладельцу, Пантелеевский переулок — по фабриканту, купцу Ф. Пантелееву, домовладельцу 1793 года.

## Описание
Шелапутинский переулок начинается от Николоямского переулка, проходит на юго-восток, затем поворачивает на юг и выходит на Николоямскую улицу.

## Здания и сооружения
По нечётной стороне:
- № 1, строение 1 — дом Саввы Васильевича Морозова (1830—1840-е годы, в основе — палаты конца XVIII века). Передан Литературному музею. Ранее здесь располагался ВНИИ автогенного машиностроения (Внииавтогенмаш); Институт сварочных технологий и оборудования;
- № 3 — Бывшая Морозовская богадельня, XIX в., церковь Феодора, Давида и Константина Ярославских при богадельне им. Д. А. Морозова построена 1888—1891 годах по проекту архитектора М. И. Никифорова. Флигель перестроен в 1894 году по проекту архитектора В. Г. Сретенского; в 1905 г. — по проекту А. М. Калмыкова. В советское время — роддом им. Клары Цеткин.

По чётной стороне:
- № 6 — Экспериментальный оптико-механический завод, здание занимает театр Студия Т.